# Геометријска фигура
Фигура геометријска је скуп тачака у равни или у простору. Фигура може да садржи како коначан, тако и бесконачан скуп тачака. Примери геометријских фигура су: тачка, три тачке, дуж, зрак, права, троугао, тетраедар, кружница, простор.